# Отворено првенство Катара за мушкарце 2009.
Отворено првенство Катара за мушкарце 2009 (познат и под називом Qatar ExxonMobil Open 2009) је био тениски турнир који је припадао АТП 250 серији у сезони 2009. То је било седамнаесто издање турнира који се одржао на тениском комплексу у Дохи у Катару од 5. јануара 2009. — 10. јануара 2009. на тврдој подлози.

## Поени и новчане награде

### Распоред поена
| Конкуренција | П   | Ф   | ПФ | ЧФ | 2К | 1К  | КВ  | КВ3 | КВ2 | КВ1 |
| Појединачна  | 250 | 150 | 90 | 45 | 20 | 0   | 12  | 6   | 0   | 0   |
| Парови       | 250 | 150 | 90 | 45 | 0  | Н/Д | Н/Д | Н/Д | Н/Д | Н/Д |

### Новчане награде
| Конкуренција | П        | Ф       | ПФ      | ЧФ      | 2К      | 1К     | КВ  | КВ3 | КВ2 |
| Појединачна  | $183,000 | $96,250 | $50,900 | $27,650 | $16,400 | $9,750 | Н/Д | Н/Д | Н/Д |
| Парови*      | $59,000  | $30,100 | $17,400 | $8,500  | $4,940  | Н/Д    | Н/Д | Н/Д | Н/Д |

*по тиму

## Носиоци
| Држава | Играч            | Позиција1 | Носилац |
| ------ | ---------------- | --------- | ------- |
| ШПА    | Рафаел Надал     | 1         | 1       |
| ШВА    | Роџер Федерер    | 2         | 2       |
| УК     | Енди Мари        | 4         | 3       |
| САД    | Енди Родик       | 8         | 4       |
| ФРА    | Гаел Монфис      | 14        | 5       |
| РУС    | Игор Андрејев    | 19        | 6       |
| РУС    | Дмитриј Турсунов | 22        | 7       |
| НЕМ    | Филип Колшрајбер | 28        | 8       |

- 1 Позиције од 29. децембра 2008.[1]

### Други учесници
Следећи играчи су добили специјалну позивницу за учешће у појединачној конкуренцији:
- Гаел Монфис
- Абдала Хаџи
- Арно Клеман

Следећи играчи су ушли на турнир кроз квалификације:
- Карол Бек
- Михал Пшисјенжни
- Александер Пеја
- Марко Кјудинели

## Носиоци у конкуренцији парова
| Држава | Играч               | Држава | Играч            | Позиција | Носиоци |
| ------ | ------------------- | ------ | ---------------- | -------- | ------- |
| КАН    | Данијел Нестор      | СРБ    | Ненад Зимоњић    | 3        | 1       |
| ЈАФ    | Џеф Кутзи           | ЈАФ    | Весли Муди       | 26       | 2       |
| ПОЉ    | Маријуш Фирстенберг | ПОЉ    | Марћин Матковски | 30       | 3       |
| НЕМ    | Кристофер Кас       | НЕМ    | Филип Колшрајбер | 80       | 4       |

### Други учесници
Следећи играчи су добили специјалну позивницу за учешће у конкуренцији парова:
- Абдала Хаџи/ Ламин Оуахаб
- Марк Лопез/ Рафаел Надал

## Шампиони

### Појединачно
Енди Мари је победио  Ендија Родика са 6:4, 6:2.
- Марију је то била прва (од шест) титула те сезоне и девета у каријери.

### Парови
Марк Лопез /  Рафаел Надал су победили  Данијела Нестора /  Ненада Зимоњића са 4:6, 6:4, [10:8].
- Лопезу је то била једина титуле те сезоне и прва у каријери.
- Надалу је то била једина титула те сезоне и пета у каријери.